# Ampelocissus ascendiflora
Ampelocissus ascendiflora är en vinväxtart som beskrevs av A. Latiff. Ampelocissus ascendiflora ingår i släktet Ampelocissus och familjen vinväxter. Inga underarter finns listade i Catalogue of Life.